# Hashimoto Hideo
Hideo Hashimoto (橋本 英郎 (Kiều-Bản Anh-Lang) Hashimoto Hideo, sinh ngày 21 tháng 5 năm 1979)  là một cầu thủ bóng đá người Nhật Bản, nơi sinh ở Osaka. Anh là một tiền vệ phòng ngự thi đấu cho Tokyo Verdy.

## Sự nghiệp
Hashimoto tốt nghiệp Đại học Osaka và thi đấu cho đội trẻ Gamba trước khi ký hợp đồng với tư cách là cầu thủ chuyên nghiệp. Anh lên đội một năm 2002 và ra sân thường xuyên ở vị trí tiền vệ cho Gamba năm 2005, giúp câu lạc bộ giành chức vô địch J. League năm đó.
Anh có màn ra mắt quốc tế đầu tiên khi thay cho Keita Suzuki ngày 1 tháng 6 năm 2007 trong trận giao hữu trước Montenegro. Anh là thành viên của đội tuyển Nhật Bản tham dự Cúp bóng đá châu Á 2007 và thi đấu một trận với tư cách dự bị.

## Thống kê sự nghiệp
Cập nhật đến ngày 23 tháng 2 năm 2018.
| Thành tích câu lạc bộ | Thành tích câu lạc bộ | Thành tích câu lạc bộ | Giải vô địch | Giải vô địch | Cúp                   | Cúp                   | Cúp Liên đoàn | Cúp Liên đoàn | Châu lục | Châu lục  | Tổng cộng | Tổng cộng |
| Mùa giải              | Câu lạc bộ            | Giải vô địch          | Số trận      | Bàn thắng    | Số trận               | Bàn thắng             | Số trận       | Bàn thắng     | Số trận  | Bàn thắng | Số trận   | Bàn thắng |
| Nhật Bản              | Nhật Bản              | Nhật Bản              | Giải vô địch | Giải vô địch | Cúp Hoàng đế Nhật Bản | Cúp Hoàng đế Nhật Bản | Cúp Liên đoàn | Cúp Liên đoàn | Châu Á   | Châu Á    | Tổng cộng | Tổng cộng |
| --------------------- | --------------------- | --------------------- | ------------ | ------------ | --------------------- | --------------------- | ------------- | ------------- | -------- | --------- | --------- | --------- |
| 1998                  | Gamba Osaka           | J. League             | 0            | 0            | 0                     | 0                     | 0             | 0             | -        | -         | 0         | 0         |
| 1999                  | Gamba Osaka           | J1 League             | 4            | 0            | 1                     | 0                     | 1             | 1             | -        | -         | 6         | 1         |
| 2000                  | Gamba Osaka           | J1 League             | 5            | 0            | 4                     | 1                     | 0             | 0             | -        | -         | 9         | 1         |
| 2001                  | Gamba Osaka           | J1 League             | 17           | 0            | 3                     | 0                     | 2             | 0             | -        | -         | 22        | 0         |
| 2002                  | Gamba Osaka           | J1 League             | 18           | 0            | 2                     | 1                     | 7             | 0             | -        | -         | 27        | 1         |
| 2003                  | Gamba Osaka           | J1 League             | 23           | 1            | 1                     | 0                     | 4             | 0             | -        | -         | 28        | 1         |
| 2004                  | Gamba Osaka           | J1 League             | 27           | 1            | 4                     | 0                     | 7             | 0             | -        | -         | 38        | 1         |
| 2005                  | Gamba Osaka           | J1 League             | 33           | 1            | 3                     | 0                     | 10            | 1             | -        | -         | 46        | 2         |
| 2006                  | Gamba Osaka           | J1 League             | 28           | 0            | 4                     | 0                     | 2             | 0             | 6        | 1         | 40        | 1         |
| 2007                  | Gamba Osaka           | J1 League             | 34           | 3            | 4                     | 0                     | 9             | 0             | -        | -         | 47        | 3         |
| 2008                  | Gamba Osaka           | J1 League             | 34           | 0            | 4                     | 0                     | 4             | 0             | *14      | *1        | *56       | *1        |
| 2009                  | Gamba Osaka           | J1 League             | 31           | 4            | 5                     | 0                     | 2             | 0             | 6        | 0         | 44        | 4         |
| 2010                  | Gamba Osaka           | J1 League             | 29           | 8            | 3                     | 0                     | 1             | 0             | *5       | 0         | 38        | 8         |
| 2011                  | Gamba Osaka           | J1 League             | 4            | 0            | 1                     | 0                     | 2             | 0             | 0        | 0         | 7         | 0         |
| 2012                  | Vissel Kobe           | J1 League             | 24           | 1            | 0                     | 0                     | 3             | 0             | -        | -         | 27        | 1         |
| 2013                  | Vissel Kobe           | J2 League             | 34           | 1            | 1                     | 0                     | -             | -             | -        | -         | 35        | 1         |
| 2014                  | Cerezo Osaka          | J1 League             | 28           | 0            | 1                     | 0                     | 8             | 1             | -        | -         | 37        | 1         |
| 2015                  | Cerezo Osaka          | J2 League             | 14           | 0            | 0                     | 0                     | -             | -             | -        | -         | 14        | 0         |
| 2016                  | Cerezo Osaka          | J2 League             | 2            | 0            | -                     | -                     | -             | -             | -        | -         | 2         | 0         |
| 2016                  | U-23 Cerezo Osaka     | J3 League             | 6            | 1            | -                     | -                     | -             | -             | -        | -         | 6         | 1         |
| 2016                  | Nagano Parceiro       | J3 League             | 13           | 0            | 3                     | 0                     | -             | -             | -        | -         | 16        | 0         |
| 2017                  | Tokyo Verdy           | J2 League             | 26           | 0            | 1                     | 0                     | -             | -             | -        | -         | 27        | 0         |
| Tổng cộng sự nghiệp   | Tổng cộng sự nghiệp   | Tổng cộng sự nghiệp   | 434          | 21           | 45                    | 2                     | 62            | 3             | *31      | *2        | 572       | 28        |

- Bao gồm Giải bóng đá Cúp câu lạc bộ thế giới, Fuji Xerox Super Cup

### Giải bóng đá Cúp câu lạc bộ thế giới career statistics
| Mùa giải | Đội bóng    | Số trận | Bàn thắng |
| -------- | ----------- | ------- | --------- |
| 2008     | Gamba Osaka | 3       | 1         |

| Đội tuyển quốc gia Nhật Bản | Đội tuyển quốc gia Nhật Bản | Đội tuyển quốc gia Nhật Bản |
| Năm                         | Số trận                     | Bàn thắng                   |
| --------------------------- | --------------------------- | --------------------------- |
| 2007                        | 4                           | 0                           |
| 2008                        | 2                           | 0                           |
| 2009                        | 7                           | 0                           |
| 2010                        | 2                           | 0                           |
| Tổng                        | 15                          | 0                           |

## Danh hiệu
- Giải vô địch bóng đá các câu lạc bộ châu Á (1): 2008
- J1 League (2): 2005
- Cúp Hoàng đế Nhật Bản (2): 2008, 2009
- J. League Cup (1): 2007
- Siêu cúp Nhật Bản (1): 2007